# Назим аль-Кудси
Назим аль-Кудси (араб. ناظم القدسي‏‎, 14 февраля 1906, Халеб — 6 февраля 1998, Иордания) — сирийский политический деятель, дважды занимал пост премьер-министра Сирии (1949—1950/51) и президент страны (1961—1963).
Учился в Университете Дамаска, в Американском Университете Бейрута и Университете Женевы. В 1935 году вступил в Национальный блок, который был направлен против французской оккупации, но в 1939 году покинул его. В 1947 году вместе с Рушди аль-Кихией основал в Халебе Народную партию.
Свергнут в результате Сирийской революции 1963 года. 
Умер за 8 дней до своего дня рождения, 6 февраля 1998 года, в Аммане